# Srebrna (dopływ Bobru)
Srebrna – potok w południowo-zachodniej Polsce, lewy dopływ Bobru, w powiecie lwóweckim, płynący przez wschodnią część Pogórza Izerskiego.
Srebrna ma swoje źródła na Wzgórzach Radomickich, na wschodnich zboczach Zgorzeliska i Polnej na wysokości 420–430 m n.p.m. Ujście znajduje się na młynówce w Lwówku Śląskim na wysokości 205 m n.p.m. Potok ma długość 11,2 km.

## Geologia
Wzgórza Radomickie, w których Srebrna bierze swój początek, zbudowane są z ordowickich i kambryjskich łupków serycytowo-muskowitowo-chlorytowo-kwarcowych i kwarcowo-serycytowo-chlorytowych, w których można znaleźć między innymi grafit. Płynąc na północ, poniżej Golejowa i mijając Pławną Dolną potok przebija się przez Wzniesienia Golejowskie tworzone przez dolnopermskie mułowce i piaskowce oraz triasowe pstre piaskowce, wapienie, dolomity i zlepieńce, a także piaskowce arkozowe. Od Mojesza po ujście występują przeważnie górnokredowe margle ilaste, wapienie margliste oraz piaskowce kwarcowe. Można spotkać także niewielkie przebicia bazaltów z nefelinem i analcynem.